# Aloe albovestita
Aloe albovestita ist eine Pflanzenart der Gattung der Aloen in der Unterfamilie der Affodillgewächse (Asphodeloideae). Das Artepitheton albovestita leitet sich von den lateinischen Worten albus für ‚weiß‘ sowie vestitus für ‚bekleidet‘ ab.

## Beschreibung

### Vegetative Merkmale
Aloe albovestita wächst stammlos, sprosst und bildet kleine Klumpen. Die lanzettlichen Laubblätter bilden Rosetten. Die glauke, auffällig längs gestreifte Blattspreite ist 20 bis 30 Zentimeter lang und 12 Zentimeter breit. Auf der Blattoberseite befinden sich wenige hellere Flecken. Die rotbraunen Zähne am schmalen, knorpeligen Blattrand sind 1,5 Millimeter lang und stehen 5 bis 10 Millimeter voneinander entfernt.

### Blütenstände und Blüten
Der Blütenstand besteht aus zwei bis drei Zweigen und erreicht eine Länge von 75 Zentimeter. Die zylindrischen bis fast kopfigen Trauben sind 10 bis 20 Zentimeter lang und 5 Zentimeter breit. Die lanzettlichen Brakteen weisen eine Länge von 15 Millimeter auf und sind 3 Millimeter breit. Die trübrosafarbenen Blüten besitzen gräuliche Spitzen, sind fein weiß gefleckt und mit weißem Reif bedeckt. Sie stehen an 18 Millimeter langen Blütenstielen. Die Blüten sind 25 bis 33 Millimeter lang und an ihrer Basis gerundet. Oberhalb des Fruchtknotens weisen die Blüten einen Durchmesser von 7 Millimeter auf. Darüber sind sie auf 4,5 Millimeter verengt. Ihre äußeren Perigonblätter sind auf einer Länge von 7 Millimetern nicht miteinander verwachsen. Die Staubblätter und der Griffel ragen kaum aus der Blüte heraus.

### Genetik
Die Chromosomenzahl beträgt {\displaystyle 2n=14}.

## Systematik und Verbreitung
Aloe albovestita ist im Nordosten von Somalia auf felsigem Boden und in Felsspalten, häufig im tiefen Schatten in Höhen von 1400 bis 2000 Metern verbreitet.
Die Erstbeschreibung durch Susan Carter und Peter Brandham wurde 1983 veröffentlicht.

## Nachweise